# Ruta Nacional 34 (Argentina)
La Ruta Nacional 34 Carretera General Martín Miguel de Güemes (Decreto n.º 15.738/1944) es una carretera argentina que recorre las provincias de Santa Fe, Santiago del Estero, Tucumán, Salta y Jujuy. La ruta se denomina Vicente Chente Cipolatti en el tramo comprendido entre las prolongaciones de la calle San Juan (al sur) y la calle General Paz (al norte) y la intersección de dicha ruta en el trayecto donde la misma atraviesa la ciudad de Sunchales, en el departamento Castellanos de la provincia de Santa Fe (Ley n.º 24.893 5/11/1997 y Decreto n.º 1304 22/11/1997).
Se extiende desde la Circunvalación de Rosario hasta el puente internacional que salva la Quebrada de Yacuiba de la frontera boliviana, en el ejido de la localidad de Profesor Salvador Mazza (popularmente denominada Pocitos). Del lado boliviano, la calzada se continúa con la Ruta 9. Recorre 1488 km, totalmente pavimentados.
En la provincia de Salta, existe una concurrencia (tecnicismo para "superposición de calzada") entre esta ruta y la Ruta Nacional 9, por lo que los km 972-1129 de la ruta 34 corresponden a los km 1423-1555 de la ruta 9.
El 20 de septiembre de 2023, el cantante de cumbia Huguito Flores el Súper murió en un accidente cerca de la localidad de Garza cuando un camión sin luces iba a ser esquivado por el auto que manejaba el cantante.

## Ciudades
Las ciudades de más de 5000 habitantes por las que pasa esta ruta de sur a norte son:

### Provincia de Santa Fe
Recorrido: 399 km (kilómetro 0 a 399).
- Departamento Rosario: Rosario (kilómetro 0)
- Departamento San Lorenzo: no hay localidades de más de 5000 hab.
- Departamento Iriondo: Totoras (km 55)
- Departamento San Jerónimo: San Genaro (km 98).
- Departamento San Martín: Cañada Rosquín (km 130)
- Departamento Castellanos: San Vicente (km 170), Rafaela (km 221) y Sunchales (km 260)
- Departamento San Cristóbal: Ceres (km 388)

### Provincia de Santiago del Estero
Recorrido: 527 km (km 399 a 912)
- Departamento Rivadavia: no hay localidades de más de 5000 hab., pero la ruta pasa por la cabecera, Selva (km 404)
- Departamento Aguirre: no hay localidades de más de 5000 hab., pero la ruta pasa por la cabecera, Villa General Mitre (Pinto) (km 496).
- Departamento Avellaneda: no hay localidades de más de 5000 hab., pero la ruta pasa por la cabecera, Herrera (km 582)
- Departamento Sarmiento: no hay localidades de más de 5000 hab., pero la ruta pasa por la cabecera, Garza (km 642)
- Departamento San Martín: no hay localidades de más de 5000 hab.
- Departamento Robles: Fernández (km 685) e Ingeniero Forres (km 696)
- Departamento Banda: Acceso a La Banda (km 720 y 726)
- Departamento Jiménez: no hay localidades de más de 5000 hab., pero la ruta pasa por la cabecera, Pozo Hondo (km 806)
- Departamento Pellegrini: no hay localidades de más de 5000 hab.

### Provincia de Tucumán
Recorrido: 14 km (km 912 a 926)
- Departamento Burruyacú: no hay localidades con más de 5000 hab.

### Provincia de Salta
Recorrido: 224 km (km 926 a 1150)
- Departamento de Rosario de la Frontera: Acceso a Rosario de la Frontera (km 972) (superposición con la ruta nacional 9)
- Departamento de Metán: San José de Metán (km 996 [1460]) superposición con la ruta nacional 9 entre  (km  995 a 1051 [1444 a 1507])
- Departamento General Güemes: General Güemes (km 1136), superposición con la ruta nacional 9 hasta la localidad de Torzalito,
- Departamento Capital: no hay localidades con más de 5000 hab.
- ver más abajo otras ciudades de Salta.

### Provincia de Jujuy
Recorrido: 138 km (km 1150 a 1288)
- El Carmen: no hay localidades con más de 5000 hab.
- San Pedro: San Pedro (km 1197)
- Ledesma: Fraile Pintado (km 1228), Libertador General San Martín (km 1243), Calilegua (km 1249), acceso a Caimancito (km 1269), acceso a Yuto (km 1283)

### Provincia de Salta
Recorrido: 200 km (km 1288 a 1488)

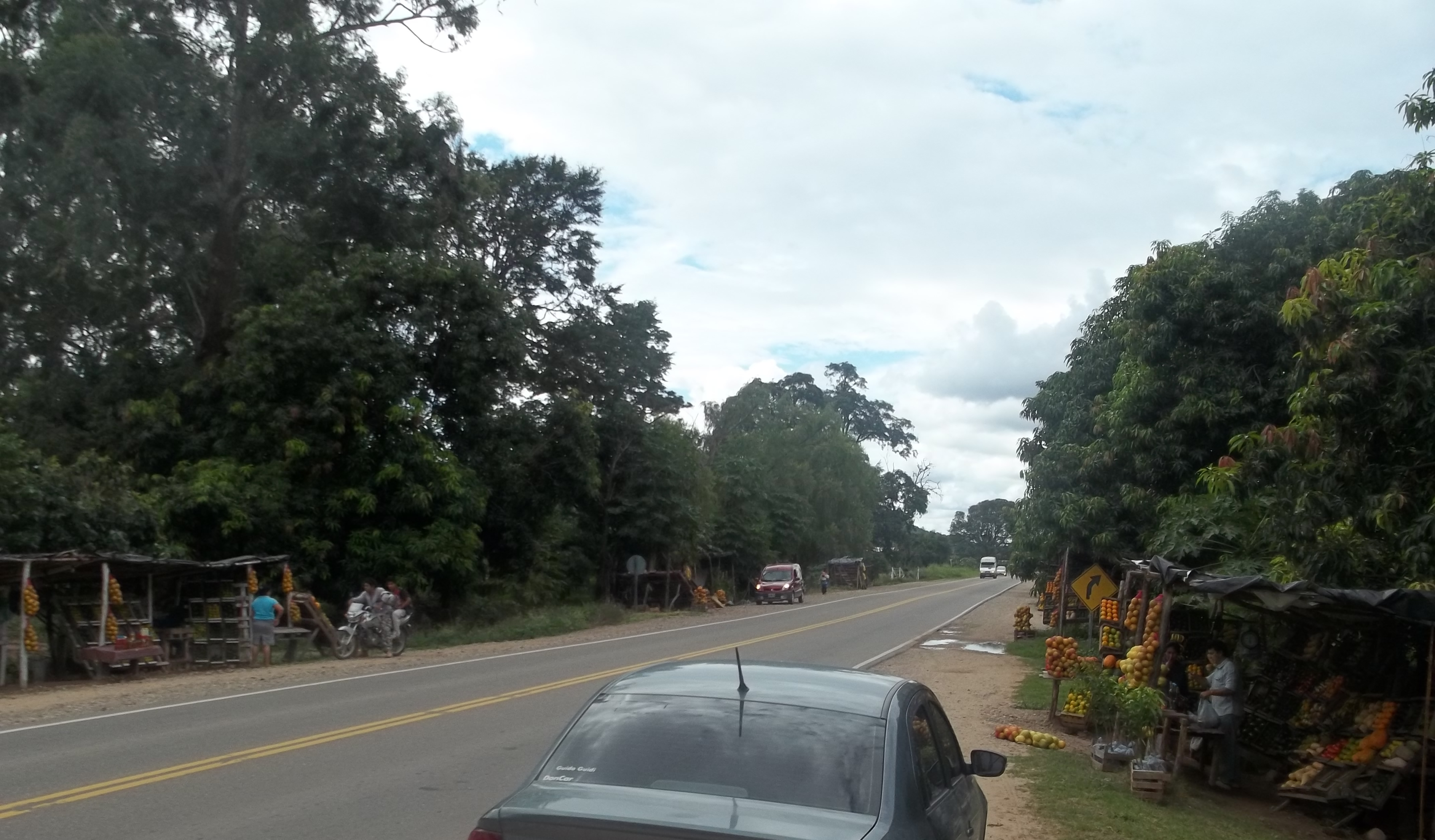
Puestos de venta de frutas y verduras en la Ruta 34 cerca de Río Piedras, puesto fronterizo entre las provincias de Salta y Jujuy. Se aprecia la vegetación de las yungas que atraviesa esta parte del recorrido.

- Departamento Orán: acceso a Santa Rosa (km 1309) y Pichanal (km 1329)
- Departamento General José de San Martín: Embarcación: (km 1346), General Mosconi (km 1424), Tartagal (km 1431-1434), Aguaray (km 1466) y Profesor Salvador Mazza o "Pocitos"(km 1487)

## Gestión
En 1990 se concesionaron con cobro de peaje las rutas más transitadas del país, dividiéndose éstas en Corredores Viales.
De esta manera, en 1990 la empresa Covinorte se hizo cargo del Corredor Vial número 11, que incluye la Ruta 34 entre los km 14 y 728, desde el empalme con la Ruta Nacional A012 (Santa Fe) hasta La Banda (Santiago del Estero), instalando peajes en San Vicente (km 160), Ceres (km 378) y en Fernández (km 680).
El mismo año, la empresa Concanor se hizo cargo del Corredor Vial número 12, que en esta ruta comienza en la superposición con la Ruta Nacional 9 cerca de Rosario de la Frontera (km 999) y finaliza en San Pedro (km 1196), instalando peajes en Cabeza de Buey (km 1123).
En 2003 se vencían los contratos de concesión, por lo que se modificó la numeración de los corredores viales y se llamó a nueva licitación.
El Corredor Vial número 5 está concesionado a la empresa Vial 5 e incluye ambas concesiones anteriores.

## Obras en la ruta

Cambio de traza por construcción de nuevo camino pavimentado.

A fines de 1969 la Ruta Nacional 34 tenía algunos tramos pavimentados: 45 km a partir de Rosario, 58 km entre Angélica y Sunchales, 112 km entre Lugones y La Banda, 325 km entre Rosario de la Frontera y Tabacal y 62 km entre Tartagal y Profesor Salvador Mazza.
En 1972 esta ruta estaba pavimentada con excepción del tramo entre las ciudades de La Banda, en la Provincia de Santiago del Estero y Rosario de la Frontera, en la Provincia de Salta. Esto hacía que todo el tránsito vehicular hacia el noroeste argentino debiera circular por las ciudades de Santiago del Estero y San Miguel de Tucumán, a través de la Ruta Nacional 9 y la Ruta Nacional 55.
Para mediados de la década de 1990 el camino entre La Banda y Pozo Hondo (km 726-806) en la Provincia de Santiago del Estero estaba pavimentado.
El tramo desde Pozo Hondo hasta Antilla, provincia de Salta (km 806-931) se ejecutó entre el 15 de agosto de 1997 hasta el 31 de diciembre de 2000. La traza cambió desde el pueblo El Fisco de Fátima, en Santiago del Estero hasta Siete de Abril, en la Provincia de Tucumán. La traza original, marcada en color verde en el mapa adjunto, sigue sin pavimentar a julio de 2007. De este modo, para ingresar por asfalto desde el nuevo trazado de RN 34 al resto de la Provincia de Tucumán, se debe acceder a la localidad tucumana de Gobernador Garmendia (a través de RP 336, enlace de 8 km inaugurado en 2004).
La pavimentación del tramo entre Antilla y Rosario de la Frontera (km 931-999) comenzó el 28 de enero de 1997 pero la obra se paralizó en 2002, retrasándose su finalización hasta el 31 de julio de 2005.
Debido a la creciente del río Seco en la provincia de Salta, se derrumbó el puente de hormigón de 112 metros que se encontraba en el km 1374 de esta ruta el 31 de diciembre de 2005. Las obras para construir el nuevo puente comenzaron en abril de 2006 y el 5 de diciembre de 2006 se lo inauguró, con el nombre "Miguel Ragone".
En el año 2005 se comenzaron las obras por un monto aproximado de 52.000.000  de pesos para convertir en autovía el tramo de 8 km, aproximadamente, que atraviesan la ciudad de Rafaela, de este modo sería un bulevar jerarquizado dentro de la ciudad aliviando el tránsito.
En el año 2011 un grupo de personas creó un espacio en la red social Facebook () con el fin de impulsar la construcción de una autovía sobre esta ruta. En 2021 durante la gestión de Alberto Fernández se lanzó la transformación de la ruta en autopista y la rehabilitación de varios tramos importantes de la Ruta Nacional 34. La obra tiene una inversión de más de 8 mil millones de pesos en el tramo Jujuy y Salta. El proyecto contempla el desarrollo del sistema hidráulico mediante la construcción de alcantarillas y canales de desagüe, la construcción de seis puentes en distintos puntos del corredor como el río Las Pavas, en el cruce con el ferrocarril Belgrano Norte y los cruces con las rutas provinciales 1, 43 y 53 o la RN 166.
También en Santa Fe se está haciendo la autopista entre Angélica y Sunchales.